# Équipe de France de beach soccer en 2013
Maillots
Chronologie
Saison précédente Saison suivante
En 2013, l'équipe de France de beach soccer joue l'Euro Beach Soccer League après une tournée de 3 matchs à Tahiti.

## Objectifs
La France commence la saison 2013 avec pour objectif de conserver sa place au sein de la division A devant la forte montée en puissance des autres nations adverses. Ceci tout en formant un groupe jeune dans le but de bien figurer à la Coupe du monde 2015.

## Déroulement de la saison

### Tournée manquée à Tahiti
Après une année 2012 marquée par la qualifications ratée à la Coupe du monde (6e, les 4 premiers sont qualifiés), l'année 2013 démarre par trois matches amicaux face à Tahiti, pays hôte du prochain Mondial, au mois de février. Le sélectionneur Stéphane François compte sur ces rencontres dans l’hémisphère sud pour impulser une nouvelle dynamique : « Nous avons décidé de convoquer de jeunes éléments, comptant entre un et dix sélections, pour leur donner du temps de jeu. Je voulais que les jeunes puissent s’affirmer. Ils sont parfois inhibés et face à Tahiti, ils n’auront pas d’autres choix que de prendre leurs responsabilités face à un adversaire valeureux ».
Autour des expérimentés Stéphane François et Jérémy Basquaise, c'est une jeune équipe tricolore qui se présente en terres tahitiennes. La première rencontre à Papeete, voit les Tiki Toa l'emporter 8-3. Lors d'un second match, plus serré, les français s'inclinent 5-4, avant de concéder une troisième défaite en 7 jours, aussi lourde que la première : 7-2,.

### Échec lors des étapes de l'EBSL 2013
La France, reléguée en Division B à l'issue de la saison 2012 est finalement repêchée à la suite de la réforme des compétitions décidée par la FIFA (augmentation du nombre d'équipes).
L’équipe de France de Beach Soccer reprend officiellement la compétition en prenant part du vendredi 24 au dimanche 26 mai en Ukraine à leur première étape de l'EBSL. Pour préparer cette nouvelle saison, le sélectionneur-joueur Stéphane François réuni, lors d'un stage d'une semaine à Balaruc-les-Bains (Hérault), dix-neuf joueurs (qui sera ensuite réduit à douze) formant un groupe renouvelé à 90 %.
Parmi ses nouveaux joueurs, on retrouve tout de même le buteur réunionnais Jérémy Basquaise et le capitaine Mickaël Pagis qui sont avec Anthony Fayos les joueurs les plus expérimentés. Sébastien Sansoni, champion du Monde 2005 ayant mis fin à sa carrière de footballeur professionnel, fait également son retour après huit années d'absence. David Le Boette, international français de futsal fait aussi partie du groupe convoqué.
Lors de la première étape de l'EBSL, les Bleus s’inclinent lourdement contre l'Ukraine (10-0), avant de ne perdre que d'un but (6-5) contre les champions en titre suisses. Lors du troisième et dernier match contre la Pologne les français s'inclinent au penalty en or (4-4, 1 tab 0). La première manche se termine par trois défaites en autant de matchs. Stéphane François tire pourtant quelques bonnes choses du tournoi :
« En termes de qualité de jeu, je suis très satisfait de mes joueurs. Et puis il ne faut pas mettre de côté la qualité de nos adversaires. La Suisse est tenante du titre dans l’épreuve, l’Ukraine s’entraîne toute l’année et la Pologne a terminé à la première place du groupe. Enfin, je rappelle que la sélection a été entièrement renouvelée cette année, et que c’était sa première compétition officielle ».
Dans le groupe convoqué pour la 3e étape de l'EBSL qui se déroule sur le sol français (Valence), le sélectionneur fait appel à quelques futurs champions de France avec Marseille Beach Team. Sur les trois matchs que l'équipe de France dispute, contre la Suisse, l’Espagne et le Portugal, elle doit en gagner au moins un voire deux pour se maintenir en Division A.
Pour son premier match à nouveau face à la Suisse, la France est menée 6-1 à l'issue du premier tiers-temps et perd 12-4 à la fin du temps réglementaire. Pour son deuxième rendez-vous, la France retrouve l'Espagne, et s'incline 5-2 après avoir mené deux fois au score. Face au Portugal, les Bleus ouvrent le score avant que les portugais n'égalisent puis prennent le large pour une défaite 4-1 des tricolores.

### Sauvetage en finale de promotion
Avec trois nouvelles défaites conjuguées aux trois revers subis à Kiev fin mai, les Bleus terminent à la dernière place du Groupe A lors de cette saison 2013 de l'Euro Beach Soccer League. Ils doivent disputer la Finale de Promotion pour espérer se maintenir parmi l'élite. Ce dernier met aux prises le dernier de Division A et les sept meilleures équipes du Groupe B lors d'une étape à Torredembarra (Espagne), du 8 au 11 août. Le premier de ce tournoi est maintenu dans le groupe A pour la saison 2014.
Dans la poule A aux côtés de l'Estonie (6e de division B), de la Turquie (5e) et d'Israël (3e), l'équipe de France remporte ces trois matchs respectivement 3-2, 4-1 et 7-5. Ces trois victoires ouvrent les portes de la finale de promotion dont le vainqueur accède (ou reste dans le cas français) en Division A. Les Bleus y sont opposés à la Grèce et l'emportent 2-1 grâce à un doublé de Didier Samoun.

## Joueurs et encadrement
- Chef de délégation : Alain Porcu
- Manager : Joël Cantona

### Appelés durant la saison
Les joueurs suivants ne font pas partie du dernier groupe appelé mais ont été retenus en équipe nationale lors de la saison 2013,,.
| Pos. | Nom               | Date de Naissance | Sél. | Buts | Depuis | Club             | Dernier appel                        |
|      | Teddy Blanco      |                   |      |      | 2013   | Montpellier HBS  | Euro BS League étape 3, 11 juin 2013 |
| G    | Antoine Bothorel  | 18 mars 1981      |      |      | 2013   | AS Béziers       | Euro BS League étape 3, 11 juin 2013 |
| A    | Jérémy Bru        | 29 novembre 1989  |      |      | 2012   | Marseille BT     | Euro BS League étape 3, 11 juin 2013 |
| A    | Benjamin De Santi |                   |      |      | 2013   | Marseille BT     | Euro BS League étape 3, 11 juin 2013 |
| D    | Anthony Fayos     | 28 octobre 1986   |      |      | 2011   | Montpellier HBS  | Euro BS League étape 3, 11 juin 2013 |
| G    | Baptiste Valette  | 1er juillet 1992  |      |      | 2013   | AS Saint-Étienne | Euro BS League étape 3, 11 juin 2013 |
| G    | Denis Fort        | 5 juillet 1980    |      |      | 2012   | Montpellier HBS  | Euro BS League étape 1, 15 mai 2013  |
|      | Jonathan Herry    |                   |      |      | 2013   |                  | Euro BS League étape 1, 15 mai 2013  |
| D    | Grégory Iborra    | 17 septembre 1983 |      |      | 2012   |                  | Euro BS League étape 1, 15 mai 2013  |
| D    | Julien Soares     | 22 octobre 1988   |      |      | 2010   | Montpellier HBS  | Euro BS League étape 1, 15 mai 2013  |
| A    | Johan Soares      | 24 janvier 1989   |      |      | 2013   | Montpellier HBS  | vs Tahiti , 1er février 2013         |
|      | Frédéric Marques  |                   |      |      | 2012   | Beach Soccer Aix | vs Tahiti , 1er février 2013         |
|      | Vincent Favolini  |                   |      |      | 2009   |                  | vs Tahiti , 1er février 2013         |
|      | Arnaud Szimanski  |                   |      |      | 2013   |                  | vs Tahiti , 1er février 2013         |

## Matchs

### Calendrier
| Date            | Adversaire | Score           | Compétition       |
| 20 février 2013 | Tahiti     | 8 – 3           | A                 |
| 22 février 2013 | Tahiti     | 5 – 4           | A                 |
| 23 février 2013 | Tahiti     | 7 – 2           | A                 |
| 24 mai 2013     | Ukraine    | 10 – 0          | EBSL 2013 étape 1 |
| 25 mai 2013     | Suisse     | 5 – 4           | EBSL 2013 étape 1 |
| 26 mai 2013     | Pologne    | 4 – 4 ; 1 tab 0 | EBSL 2013 étape 1 |
| 21 juin 2013    | Suisse     | 12 – 4          | EBSL 2013 étape 3 |
| 22 juin 2013    | Espagne    | 5 – 2           | EBSL 2013 étape 3 |
| 23 juin 2013    | Portugal   | 4 – 1           | EBSL 2013 étape 3 |
| 8 août 2013     | Estonie    | 3 - 2           | EBSL 2013 finale  |
| 9 août 2013     | Turquie    | 4 - 1           | EBSL 2013 finale  |
| 10 août 2013    | Israël     | 7 - 5           | EBSL 2013 finale  |
| 11 août 2013    | Grèce      | 2 - 1           | EBSL 2013 finale  |

### Bilan
| Rang | Équipe | Pts | J  | G | N | P | Bp | Bc | Diff |
| ---- | ------ | --- | -- | - | - | - | -- | -- | ---- |
| #    | France | -   | 13 | 4 | 0 | 9 | 41 | 70 | -29  |

## Statistiques

### Détails des rencontres
| Match amical    | Tahiti                                                                | 8 – 3   | France            | Papeete, Tahiti |  |
| 20 février 2013 | N. Bennett · Tchen · R. Bennett · Taiarui · Amau · Labaste · Zaveroni | (5 – 2) | Basquaise · Fayos |                 |  |
| 20 février 2013 | Rapport                                                               |         |                   |                 |  |

| Match amical    | Tahiti                                    | 5 – 4 | France                              | Papeete, Tahiti |  |
| 22 février 2013 | Taiarui · Lee Fung Kuee · Amau · Zaveroni |       | Ju. Soares · Basquaise · Jo. Soares |                 |  |
| 22 février 2013 | Rapport                                   |       |                                     |                 |  |

| Match amical    | Tahiti  | 7 – 2 | France            | Papeete, Tahiti |  |
| 23 février 2013 | n.c.    |       | Basquaise · Fayos |                 |  |
| 23 février 2013 | Rapport |       |                   |                 |  |

| Étape 1 EBSL | Ukraine                                                                         | 10 – 0 | France | Kiev, Ukraine |  |
| 24 mai 2013  | Zborovskyi · Sydorenko · Korniychuk · I. Borsuk · Pachev · A. Borsuk · Riabchuk |        |        |               |  |
| 24 mai 2013  | Rapport                                                                         |        |        |               |  |

| Étape 1 EBSL | Suisse                                                                          | 6 – 5 | France                             | Kiev, Ukraine |  |
| 25 mai 2013  | Leu 7e, 32e · V. Jaeggy 11e · Spaccarotella 25e · Stankovic 30e · M. Jaeggy 35e |       | Sansoni · Fayos · Ju. Soares · Bru |               |  |
| 25 mai 2013  | Rapport                                                                         |       |                                    |               |  |

| Étape 1 EBSL | France        | 4 – 4             | Pologne                                                              | Kiev, Ukraine |  |
| 26 mai 2013  | Pagis · Fayos |                   | 5e B. Piechnik · 13e P. Friszkemut · 23e T. Lenart · 31e M. Widzicki |               |  |
| 26 mai 2013  | Rapport       |                   |                                                                      |               |  |
| 26 mai 2013  | Basquaise     | Tirs au but 0 - 1 | D. Baran                                                             |               |  |

| Étape 3 EBSL | France                         | 4 – 12 | Suisse                                                                                            | Valence, France          |                          |
| 21 juin 2013 | Sansoni 5e · Basquaise · Fayos |        | 3e, 10e, 12e, 30e Stankovic · 5e Meier · 8e, 29e, 30e M. Jaeggy · 9e, 33e Ott · 13e, 26e P. Borer | Diffuseur : BeIN Sport 2 | Diffuseur : BeIN Sport 2 |
| 21 juin 2013 | Rapport                        |        |                                                                                                   | Diffuseur : BeIN Sport 2 | Diffuseur : BeIN Sport 2 |

| Étape 3 EBSL | France            | 2 – 5 | Espagne                              | Valence, France          |                          |
| 22 juin 2013 | Pagis · Basquaise |       | Llorenç · Amarelle · Juanma · Antoni | Diffuseur : BeIN Sport 2 | Diffuseur : BeIN Sport 2 |
| 22 juin 2013 | Rapport           |       |                                      | Diffuseur : BeIN Sport 2 | Diffuseur : BeIN Sport 2 |

| Étape 3 EBSL | France  | 1 – 4 | Portugal                                       | Valence, France          |                          |
| 23 juin 2013 | Sansoni |       | Bruno Novo · José Maria · Rui Coimbra · Jordan | Diffuseur : BeIN Sport 2 | Diffuseur : BeIN Sport 2 |
| 23 juin 2013 | Rapport |       |                                                | Diffuseur : BeIN Sport 2 | Diffuseur : BeIN Sport 2 |

| Tournois final EBSL | Estonie                       | 2 – 3 | France                                         | Torredembarra, Espagne |  |
| 8 août 2013 11 h 30 | M. Truusalu 11e · R. Rand 29e |       | 29e Stéphane François · 35e Pagis · 36e Samoun |                        |  |

| Tournois final EBSL | Turquie       | 1 – 4 | France                                        | Torredembarra, Espagne |  |
| 9 août 2013 14 h 00 | Ç. Keskin 34e |       | 4e (csc) V. Yesilirmak · François · 25e Pagis |                        |  |

| Tournois final EBSL  | France                                                                               | 7 – 5 | Israël                                               | Torredembarra, Espagne |  |
| 10 août 2013 12 h 45 | Boucenna 8e · Samoun 10e · Pagis 12e, 29e, 33e · Ben Boina 19e · J.-M. Rodriguez 30e |       | 10e, 26e A. Danin · 11e, 32e I. Iloz · 12e Y. Badash |                        |  |

| Finale de promotion de l'EBSL | France          | 2 – 1 | Grèce                 | Torredembarra, Espagne |  |
| 11 août 2013 16 h 30          | Samoun 26e, 31e |       | 9e T. Triantafyllidis |                        |  |

### Buteurs
| Joueurs                                          | Nbr de but(s) |
| ------------------------------------------------ | ------------- |
| Basquaise et Pagis                               | 8             |
| Fayos                                            | 6             |
| Samoun et Sansoni                                | 4             |
| François                                         | 3             |
| Ju.Soares                                        | 2             |
| Jo.Soares, Rodriguez, Ben Boina, Boucenna et Bru | 1             |
| csc                                              | 1             |
| Total :                                          | 41            |